# اللوح الفارغ (لوست)
«اللوح الفارغ» (باللغة الأصلية "Tabula Rasa" وهي كلمة لاتينية) هي الحلقة الثالثة من الموسم الأول من لوست . أخرجها جاك بندر وكتبها دامون ليندلوف. تم بثها لأول مرة في 6 أكتوبر 2004 على قناة ABC .
ظهرت شخصية كيت أوستن (إيفانجلين ليلي) في مختطفات الحلقة، والتي تُظهر كيف تم القبض عليها في أستراليا من قبل المارشال الأمريكي إدوارد مارس (فريدريك لين). في أحداث ذلك اليوم، يعلم جاك شيبارد (ماثيو فوكس) وهوغو "هيرلي" رييس (خورخي غارسيا) أن كيت مدانة وهاربة بينما يحاول جاك إنقاذ المارشال من الإصابات التي لحقت به أثناء تحطم طائرة أوشيانيك الرحلة 815. .
شاهد 16.54 مليون شخص الحلقة التي تم بثها في الولايات المتحدة وحصلت على آراء متعددة من النقاد. إنها الحلقة الأولى التي تحتوي على مقطع «في الحلقة السابقة من لوست»، وهو مقطع يظهر في بداية كل حلقة يلخص الأحداث الأخيرة للعرض. حصلت الحلقة على اسمها من الفكرة الفلسفية لـ تابولا راسا ، والتي تعني اللوح الفارغ، وهو مفهوم تم إحضاره في أحد السطور الأخيرة للحلقة، عندما أخبر جاك كيت أنه يجب السماح لجميع الناجين من الرحلة 815 بالبدء بحياة جديدة. .

## القصة

### المختطفات
كانت كيت نائمة في حظيرة أسترالية حتى أيقظها المزارع راي مولين. عرفت على نفسها على أنها «آني» وهي خريجة رحالة، ثم يعطيها مولن وظيفة في المزرعة. عندما قررت المغادرة لاحقًا، عرض عليها راي توصيلها إلى محطة القطار. وأثناء الطريق لاحظت كيت سيارة سوداء تتبعهم، ويكشف راي أنه كان يعلم أن كيت هاربة، وكان قد قرر تسليمها إلى السلطات مقابل مكافأة. بينما يقترب المارشال الأمريكي إدوارد مارس، تضرب كيت عجلة القيادة وتتسبب في تحطمها. كان لدى كيت فرصة للفرار ولكنها بقيت لسحب راي من السيارة المحترقة، وبعد ذلك يلقي القبض عليها مارس.

### على الجزيرة
كيت، سعيد، تشارلي، سوير، بون، وشانون يخيمون مع حلول الليل. قرروا عدم إخبار الناجين الآخرين عن الإرسال الفرنسي الذي سمعوه على جهاز الإرسال، خوفًا من أن الأخبار ستسبب الذعر بين الناجين الآخرين.
عندما ينشب خلاف حول السلاح الذي أخذه سوير من مارس، توافق المجموعة على أن تحتفظ به كيت.
في هذه الأثناء على الشاطئ، يرى هيرلي صورة جنائية لكيت، والتي أخذها جاك من مارس.
تعود المجموعة إلى الشاطئ في اليوم التالي. تخبر كيت جاك سرًا عن إشارة الاستغاثة التي سمعوها عبر جهاز الإرسال.
تزداد حالة مارس سوءًا، وبينما يبحث جاك عن مضادات حيوية في جسم الطائرة، تزوره كيت في الخيمة الطبية. يستيقظ مارس ويمسكها من حلقها لتصاب بالإختناق. تطلب كيت من جاك الموت الرحيم له لكن جاك يرفض، قائلاً إنه رأى صورتها الجنائية وأضاف بأنه «ليس قاتلاً».
في مكان آخر من الجزيرة، ينزعج مايكل من حديث والت مع جون لوك الغامض، ويطلب منه الابتعاد عن الرجل.
يزداد ألم مارس سوءًا مما يزعج الناجين. في النهاية يطلب مقابلة كيت بمفردها، ويسألها عما كانت تريد أن تسأله عنه على متن الطائرة قبل أن يفقد وعيه أثناء الحادث. قالت إنها أرادت التأكد من حصول راي على مكافأته لتسليمه لها. عندما غادرت كيت، دخل سوير إليه وسُمع صوت طلق ناري. غضب جاك ولكن سوير أكد أن مارس طلب ذلك. ومع ذلك لا يزال مارس على قيد الحياة. قدر جاك أن رصاصة سوير أخطأت قلبه واخترقت رئته. بعد ذلك خنق جاك مارس ليضع حدًا لألمه.
في اليوم التالي، وجد لوك كلب والت المفقود فنسنت، مستخدمًا صافرة الكلب. أحضر لوك فينسنت إلى مايكل، قائلاً إنه بصفته والد والت يجب أن يكون هو الشخص الذي يجمعهم من جديد.
تعرض كيت على جاك أن تخبره بجريمتها. لكنه يرفض مشيرًا إلى أن حياتهم الماضية ليست مهمة في الوقت الحالي، ويجب السماح لجميع الناجين بالبدء من جديد.

## الإنتاج
أثناء إنتاج الحلقة التجريبية من لوست، اجتمع المبدعون جاي جاي أبرامز ودامون ليندلوف مع فريق من أربعة كتاب - خافيير غريلو-مارخواتش وباول ديني وجينيفر م. جونسون وكريستيان تايلور - لتوضيح أفكار حول كيفية استمرار المسلسل.
نتيجة «دليل الكاتب» بالإضافة إلى ردة فعل إيجابية من الحلقة التجريبية جعلت ABC تختار عرض المسلسل ليبث عبر منصاتها. بدأت كتابة الموسم الأول في مايو 2004، حيث تركزت الحلقة الأولى على كيت واتباع إرشادات نص مكتفي ذاتيًا قائم على الواقع. تم الانتهاء من النص الذي يُنسب إلى ليندلوف بحلول يونيو. كانت الحلقة الأولى من إخراج جاك بندر، الذي جاء إلى العرض بعد دعوة من أبرامز. سميت الحلقة «تابولا راسا» نسبة إلى المصطلح اللاتيني الذي يعني «اللوح الفارغ»، وهو مفهوم يُنسب إلى الفيلسوف جون لوك فيما يتعلق بكيفية اعتقاده أن البشر يولدون بدون محتوى عقلي مدمج، ثم يمتلئ من خلال تجاربهم الحياتية. هذا المفهوم يردده السطر الأخير من الحلقة، حيث يقترح جاك أن الحادث جعل الناجين في ألواح فارغة يمكن إعادة تشغيلها. 
كل من "Wash Away (متكررة)" لـ جو بوردي و "Leavin' on Your Mind لـ باتسي كلاين تم عرضهما في هذه الحلقة. 
سأل جوش هولواي الذي يصور سوير، العارض كارلتون كوس كيف يمكن أن يفشل سوير في محاولته قتل المارشال. لاحظ كوس أن الكتاب اعتقدوا أن هذا غير مرجح أيضًا وناقشوا مفهوم جعل سوير يعاني من مد البصر، مما أدى إلى حصوله على زوج من النظارات في حلقة «مدد غيبي». هذه هي الحلقة الأولى من لوست التي تحتوي على مقدمة بعبارة «في الحلقة السابقة من لوست...»، وهي عبارة عن ملخص قصير لأحدث الحلقات السابقة لتحديث ذاكرة المشاهد. تم تقديم صوت المقدمة من قبل لويد براون، رئيس ABC الذي أنشأ إعلان لوست وتم طرده أثناء إنتاج الحلقة التجريبية.

## ما بعد البث
تابع 16.54 مليون شخص هذه الحلقة، لتجعل من لوست تاسع أكثر مسلسل تقييما في ذاك الإسبوع.
أعطى كريس كارابوت من IGN الحلقة 7.7، مشيدًا بأداء الممثلين ومدى تباين الشخصيات. وأعطى الناقد التلفزيوني (The TV Critic) الحلقة تصنيف 63/100، قائلاً إنها «دسيسة جيدة من الكتاب لأننا نريد معرفة المزيد عن كيت وماذا فعلته»، بينما ذكر أيضًا أن «قد يؤثر قلة الأحداث على بعض المتعلقون بأسلوب مسلسل 24 من التطورات والتوترات المستمرة». صنف جوش وولك «اللوح الفارغ» بدرجة B+ ، قائلاً إن «قصة كيت مثيرة للاهتمام، على الرغم من أنها لا تزال غير قابلة للتصديق على أنها شخصية هاربة».
قال روبرت دوغيرتي، مؤلف دليل حلقات لوست للآخرين: مختطفات غير رسمية ، إن الحلقة «مهمة في تأسيس حياة كيت السابقة»، لكنها «ليست مهمة في المخطط الكبير لتصميم لوست».
وصف ريان مكجي من Zap2it الحلقة بأنها «خيبة أمل طفيفة مقارنة بالحلقة التجريبية»، لكنه جادل بأن «معظم الحلقات لا ترقى إلى مستوى تألق الحلقة التجريبية» وأن استخدام ذكريات الماضي (فلاشباك) «الذي تم عرضها في لوست ستكون دراما تعتمد على الشخصية، وهي خطوة عززت جمهورها وسمحت [مشاهديها] بمعرفة عدد الأشخاص الذين سقطوا على الجزيرة تدريجيًا».
أعطى دان كاوا من«تليفزيون بلا شفقة» الحلقة C+.